# Ruginoasa (okręg Sălaj)
Ruginoasa (węg. Lapupatak) – wieś w Rumunii, w okręgu Sălaj, w gminie Cuzăplac. W 2011 roku liczyła 98 mieszkańców.